# Arquidiocese de Cápua
A Arquidiocese de Cápua (Archidiœcesis Capuana) é uma circunscrição eclesiástica da Igreja Católica situada em Cápua, Itália. Seu atual arcebispo é Pietro Lagnese. Sua Sé é a Catedral de Santa Maria da Assunção no Céu de Cápua.
Possui 60 paróquias servidas por 78 padres, abrangendo uma população de 205 100 habitantes, com 93,2% da dessa população jurisdicionada batizada (191 220 católicos).

## História
A arquidiocese de Cápua é, segundo a tradição, uma das mais antigas dioceses italianas, datando de antes de meados do século I. Na verdade, possui origens apostólicas. Contudo, a primeira evidência histórica de um bispo de Cápua só vem de Protério, que participou no sínodo de Roma em 313.
Uma antiga tradição, que se fundiu no Breviarium Campanum e não só na historiografia local, diz que o Evangelho foi pregado em Cápua pela boca do Apóstolo São Pedro, a caminho de Roma, que também deixou São Prisco de Cápua ali como o primeiro bispo, seu companheiro de viagem e discípulo do Senhor, até dono da casa que hospedou Jesus e os Apóstolos para a Última Ceia.
Em 391, por ordem do Papa Sirício, Cápua foi sede de um concílio plenário de bispos ocidentais e orientais no qual, sob a presidência de Santo Ambrósio, foi discutida e definida a doutrina a respeito da virgindade perpétua de Maria, contestada pelo bispo herético Bonoso de Sárdica.
Em 841 a antiga cidade de Cápua foi destruída pelos sarracenos enviados pelo Príncipe de Benevento, Radelqui I. Contudo, em 856, o bispo Landolfo I (843-879) e o seu irmão, o conde Lando, que eram os maiores expoentes da alta nobreza lombarda no condado de Cápua, reconstruíram a cidade nas margens do Volturno e não no seu antigo local, onde outra cidade voltou à vida e se desenvolveu na atual Santa Maria Capua Vetere. Nem muitos anos se passaram até que Cápua, graças às políticas do Bispo Landolfo, que também era seu conde, se tornasse a sede do Principado.
Perto do final do século X, Cápua atingiu o seu apogeu: o príncipe Pandolfo I Testa de Ferro, com a conquista do Principado de Salerno (978), foi o primeiro a reunificar os domínios do sul da Itália Lombarda, chamada Langobardia Menor. Em 14 de agosto de 966, o Papa João XIII , que havia encontrado refúgio em Cápua, elevou a sé à categoria de arquidiocese metropolitana, que tinha como sufragâneas Atina, Aquino, Caiazzo, Calvi, Carinola, Caserta, Fondi, Gaeta, Isernia, Sessa Aurunca, Sora, Teano e Venafro. Este privilégio foi concedido porque após a eleição de João XIII, imposta por Otão I, este foi expulso do Palácio de Latrão, flagelado publicamente e encarcerado no Castelo de Sant'Angelo. Por razões misteriosas, ele conseguiu escapar e refugiou-se no palácio episcopal de Cápua, acolhido por Pandolfo I. Assim, Cápua foi a quinta metrópole da Itália depois de Roma, Milão, Aquileia e Ravena e a primeira no sul da Itália no Rito latino porque só nos anos seguintes se estabeleceram as metrópoles de Salerno (ca. 968 ) e Benevento (26 de maio de 969). Por esta razão, o arcebispo de Cápua tornou-se Legado da Sé Apostólica e Vigário do Papa no Principado Lombardo.
Com a bula De utiliori do Papa Pio VII de 27 de junho de 1818, as dioceses sufragâneas de Cápua foram reduzidas às de Isernia, Calvi e Teano, Sessa e Caserta.
Em 29 de setembro de 1967, em virtude da carta apostólica Roma altera quondam, o Papa Paulo VI proclamou São Roberto Belarmino e Santo Estêvão Protomártir, principais padroeiros da arquidiocese.
Em 30 de abril de 1979, em virtude da bula Quamquam Ecclesia do Papa João Paulo II, a arquidiocese perdeu a dignidade metropolitana, mantendo o título de arcebispado, e tornou-se sufragânea da arquidiocese de Nápoles.
Por ocasião do XVI centenário do Concílio de Cápua (391-392), o Papa João Paulo II visitou a arquidiocese de Cápua em 24 de maio de 1992.
Desde 11 de dezembro de 2023 está unida in persona episcopi aos bispos da diocese de Caserta.

## Santos, bem-aventurados, veneráveis, servos de Deus da arquidiocese
Esta seção não tem base em nenhuma página do site da arquidiocese; parece ser constituído por uma lista de caracteres pesquisados no motor de busca do site "Santos e Beatos".
- Santo Aldemaro di Bucchianico
- Santo Agostino de Cápua mártir[13]
- São Bernardo de Carinola
- São Castrese di Sessa
- São Decoroso di Capua[14]
- Santa Felicita de Cápua mártir[13]
- São  Gelásio II Papa
- São Germano di Cápua
- Santa Giulia Salzano
- São Lupulo mártir[15]
- São Marcelo mártir[16]
- São Modesto mártir[15]
- São Prisco de Cápua
- São Quarto di Capua[17]
- São Quinto di Capua[18]
- São Roberto Belarmino
- São Rufo mártir[19]
- São Símaco de Cápua
- São Stefano Minicillo
- São Vitaliano di Cápua
- São Vitor de Cápua
- Abençoado Benedetto di Gassino[20]
- Beata Maria Serafina do Sagrado Coração
- Bem-aventurado Modestino de Jesus e Maria
- Abençoado Raimundo de Cápua
- Abençoado Stefano di Rossano[21]
- Venerável Francesco Olimpio[22]
- Venerável Giacomo Gaglione
- Venerável Simpliciano da Natividade[23]

## Prelados
- São Prisco ? † (42 - 66)
- São Sinoto ? † (66 - 80)
- São Rufo ? † (80 - 83)
- San Quarto ? † (83 - 117)
- Santo Agostino ? † (252 - 260)
- São Quinto ? † (260 - 271)
- Santo Aristeu ? † (300 - 303)
- Protério † (mencionado em 313)
- Vincenzo † (circa 341 - depois de 357)
- São Panfilo † (385 - 409)
- São Rufino † (410 - 420)
- São Simmaco † (422 - 440)
- São Prisco II † (440 - 460)
- Tribúcio † (mencionado em 465)
- Constantino † (antes de 487 - 499)
- Alexandre † (500 - 516)
- São Germano † (circa 516 - 540/541)[24]
- São Vittore † (541 - 554)
- Prisco III † (555 - 560)
- São Probino † (570 - 572)
- Festo † (antes de 593 - 594)[25]
- Basílio † (antes de 598 - depois de 602)
- Gaudioso † (mencionado em 649)
- São Decoroso † (antes de 680 - 693)
- São Vitaliano † (693 - 718)
- Autário † (719 - 726)
- Ambrósio † (740 - 744)
- Teodoro ? †
- Estêvão † (773 - 795)
- Radelperto † (824 - 835)
- São Paolino † (835 - 843)
- Landolfo I † (antes de 856 - 879)[26]
- Landolfo II † (879 - 882)
- Pedro † (925)
- Sicão † (943)
- Adeiperto † (944)
- João † (966 - 974)
- Leão, O.S.B. † (974 - 978)
- Gerberto, O.S.B. † (978 - 980)
- Atenolfo † (981 - 990)
- Aione † (993 - 993)[27]
- Isembardo † (993 - 1007)
- Pandolfo † (1007 - 1020)[28]
- Atenolfo II † (1022 - 1059)
- Nicéforo † (? - 1059)
- Ildebrando † (mencionado em 1071)
- Erveu † (antes de 1078 - 1089)[29]
- Roberto ? † (1088 ? - 1097)
- Senne † (1098 - 1118)
- Otão † (1118 - 1127)
- Filipe † (mencionado em 1129)
- Hugo † (1129 - 1135)
- Guilherme † (1135 - 1137)
- Goffredo † (1137 - 1157)
- Alfano de Camerota † (circa 1158 - 1177)[30]
- Matteo † (1183 - 1199)
- Rainaldo di Celano † (circa 1199 - depois de 1212)[31]
- Rainaldo Gentile † (circa 1216 - 1222)[32]
- Giacomo d'Amalfi † (1225 - 1242)[33]
  - Valter de Ocre † (1247 - 1249) (arcebispo eleito)[34]
- Marino Filomarino, O.P. † (1252 - 1286)[35]
- Cinzio della Pigna † (1286 - 1290)
- Salimbene † (1291 - 1295)
- Pietro Gerra † (1298 - 1299)
- Leonardo Patrasso da Guarcino, O.F.M. † (1299 - 1300)
- Alberto † (1300 - 1300)
- Dorricomino Ingeraimo † (1300 - 1300)
- Giovanni di Capua † (1301 - 1304)
- Andrea Pandone † (1304 - 1311)
- Ingerano ou Imerano[36] de Stella † (1312 - 1333)
- Rinardo di Ruggiero † (1334 - 1350)
- Vasino Rolando, O.F.M. † (1350 - 1351)
- Giovanni della Porta † (1353 - 1357)
  - Alberto Albertini † (1357 - 1358) (administrador apostólico)
- Reginaldo † (1358 - 1363)
- Filipe de Lanzano † (1363 - 1363)
- Estêvão da Saúde † (1363 - 1380)
- Luís da Ratta † (1380 - 1381)
  - Giovanni de Pontecorvo † (1384 - ?) (pseudobispo)
- Attanasio Vindacio † (circa 1385 - 1406)
- Filippo Barile † (1406 - 1435)
- Niccolò d'Acciapaccio † (1435 - 1447)
- Giordano Caetani † (1447 - 1496)[37]
- Juan de Borja Llançol de Romaní † (1496 - 1498)
- Juan López † (1498 - 1501)
- Giovanni Battista Ferrari † (1501 - 1502)
  - Ippolito d'Este † (1502 - 1520) (administrador apostólico)
- Nikolaus von Schönberg, O.P. † (1520 - 1536)
- Tommaso Caracciolo † (1536 - 1546)
- Niccolò Caetani di Sermoneta † (1546 - 1548)
- Fabio Arcella † (18 gennaio 1549 - 1560)
  - Niccolò Caetani di Sermoneta † (1564 - 1572) (administrador apostólico)
- Cesare Costa † (1572 - 1602)
- São Roberto Bellarmino, S.J. † (1602 - 1605)
- Antonio Caetani † (1605 - 1624)
- Luigi Caetani † (1624 - 1627)
- Girolamo Costanzo † (1627 - 1633)
- Girolamo de Franchis † (1634 - 1635)
- Camillo Melzi † (1636 - 1659)
- Giovanni Antonio Melzi † (1661 - 1687)
- Gasparo Cavalieri † (1687 - 1690)
- Giacomo Cantelmo † (1690 - 1691)
- Giuseppe Bologna † (1692 - 1697)
- Carlo Loffredo, C.R. † (1698 - 1701)
- Niccolò Caracciolo † (1703 - 1728)
- Mondilio Orsini, C.O. † (1728 - 1743)
- Giuseppe Maria Ruffo † (1744 - 1754)
- Muzio Gaeta † (1754 - 1764)
- Michele Maria Capece Galeota † (1764 - 1777)
- Adelelmo Gennaro Pignatelli, O.S.B.Oliv. † (1777 - 1785)
  - Sede vacante (1785-1792)
- Agostino Gervasio, O.S.A. † (1792 - 1806)
  - Sede vacante (1806-1818)
- Baldassare Mormile, C.R. † (1818 - 1826)
- Francesco Serra Casano † (1826 - 1850)
- Giuseppe Cosenza † (1850 - 1863)
  - Sede vacante (1863-1871)
- Francesco Saverio Apuzzo † (1871 - 1880)
- Alfonso Capecelatro di Castelpagano, C.O. † (1880 - 1912)
- Gennaro Cosenza † (1913 - 1930)
- Salvatore Baccarini, C.R. † (1930 - 1962)
- Tommaso Leonetti † (1962 - 1978)
- Luigi Diligenza † (1978 - 1997)
- Bruno Schettino † (1997 - 2012)
- Salvatore Visco (2013 - 2023)
- Pietro Lagnese (desde 2023)